# Zé Cocá
 Zenildo Brandão Santana  (Itiruçu, 24 de abril de 1976), mais conhecido como  Zé Cocá , é um político brasileiro filiado ao Progressistas. Foi prefeito da cidade de Lafaiete Coutinho por dois mandatos e deputado estadual pela Bahia. Atualmente, é prefeito do município de Jequié (BA), tendo sido eleito em 2020 e reeleito em 2024.

## Desempenho Eleitoral
| Ano  | Eleição                        | Partido | N°    | Coligação                                                                               | Votos  | %      | Resultado | Ref         |
| ---- | ------------------------------ | ------- | ----- | --------------------------------------------------------------------------------------- | ------ | ------ | --------- | ----------- |
| 2008 | Municipal de Lafaiete Coutinho | PMDB    | 15    | PMDB / PDT / PRP / PCdoB / PP / PSDB                                                    | 1.585  | 58,62  | Eleito    | [ 4 ]       |
| 2012 | Municipal de Lafaiete Coutinho | PP      | 11    | Esta História Não Pode Parar PP / PDT / PT / PMDB / PR / PSB / PV / PSDB / PSD / PCdoB  | 2.273  | 100%   | Eleito    | [ 5 ]       |
| 2018 | Estadual da Bahia              | PP      | 11122 | Força do Trabalho Pela Bahia PT / PMB / PSD / PR / PDT / PODE / PRP / PP / PSB / AVANTE | 4.299  | -      | Eleito    | [ 6 ]       |
| 2020 | Municipal de Jequié            | PP      | 11    | Por Uma Jequié Mais Forte PP / PT / PSDB / PODE / DEM / PV                              | 30.301 | 38,29% | Eleito    | [ 7 ] [ 8 ] |
| 2024 | Municipal de Jequié            | PP      | 11    | Para Jequié continuar avançando PP / UNIÃO / PSDB / Republicanos / PDT / Cidadania      | 85.219 | 91,97% | Eleito    | [ 9 ]       |